# Hostal de Sant Antoni (Martorell)
L'Hostal de Sant Antoni és un edifici de Martorell (Baix Llobregat) inclosa en l'Inventari del Patrimoni Arquitectònic de Catalunya.

## Descripció
Es tracta d'un conjunt d'edificacions destinades a hostal. La part més antiga és de 1745 i les reformes arriben fins a principis de segle xx. Actualment l'estructura original és quasi inapreciable.

## Història
Era situat a la cruïlla de camins cap a Monserrat, Capellades i Barcelona.